# بلکرس، ساسکاچوان
بلکرس، ساسکاچوان (به انگلیسی: Balcarres, Saskatchewan) یک منطقهٔ مسکونی در کانادا است که در ابرنتی، ساسکاچوان واقع شده‌است. بلکرس ۱٫۵۷ کیلومتر مربع مساحت و ۶۱۷ نفر جمعیت دارد.